# 史蒂文斯縣 (明尼蘇達州)
史蒂文斯縣（英語：Stevens County）是美國明尼蘇達州西部的一個縣。面積1,490平方公里。根据美國2000年人口普查，共有人口10,053人。縣治莫里斯 (Morris)。
成立於1862年2月20日。縣名紀念華盛頓準州首任州長伊薩克·史蒂文斯 (Issac Stevens)。